# Prosdocimus de Beldemandis
Prosdocimus de Beldemandis (O Prosdocimo de' Beldomandi) (Pàdova, 1370/1380 - 1428) era un matemàtic italià, teòric de la música i metge.
Va estudiar a la Universitat de Pàdua i a la Universitat de Bologna. Les seves feines més primerenques daten de principis del segle xv. Va obtenir el doctorat en arts a Pàdua el 15 de maig de 1409, i va rebre la llicència de metge el 15 d'abril de 1411. El 1412 va anar a viure a Montagnana, on va escriure un nombre de tractats. De c. 1420/22 a 1428, l'any de la seva mort, Prosdocimus va ensenyar una gran varietat d'assignatures a Pàdua. Ell va estar interessat, entre altres coses, per l'aritmètica, la música, l'astronomia i l'astrologia. Aquesta gamma d'interessos, tanmateix, era corrent per un doctor de Pàdua del seu temps. Va escriure el seu darrer tractat significatiu en l'art de notació musical tal com era practicada pels italians. La seva reputació es va mantenir molt de temps després de la seva mort: alguns dels tractats no musicals van ser reimpresos el segle xvi, i Luca Pacioli el va valorar al mateix nivell que Euclides i Boeci.

## Obres seleccionades

### De música
- Expositiones tractatus pratice cantus mensurabilis Johannis de Muris (c. 1404)
- Tractatus pratice cantus mensurabilis (1408)
- Brevis summula proportionum Anunci quàntic musicam pertinet (1409)
- Contrapunctus (1412), va editar per Jan Herlinger, 1984
- Tractatus pratice cantus mensurabilis Anunci modum Ytalicorum (1412)
- Tractatus Avió musice (1412), va editar per Jan Herlinger, 2008
- Parvus tractatulus de modo monacordum dividendi (1413), va editar per Jan Herlinger
- Tractatus musice speculative (1425), va editar per Jan Herlinger, 2008

### Altres tractats
- Algorismus de integris sive pratica arismetrice de integris (1410), reprinted Federicus Delphinus ed. (Venècia, 1483 i 1540).[1]